# 7月14日 (旧暦)
旧暦7月14日（きゅうれきしちがつじゅうよっか）は、旧暦7月の14日目である。六曜は友引である。

## できごと
- 允恭天皇5年（ユリウス暦416年8月22日） - 『日本書紀』に「大和・遠飛鳥宮附近で地震」と記載。日本最古の地震の記録
- 延暦24年（ユリウス暦805年8月12日） - 最澄が唐から帰国
- 養和元年（ユリウス暦1181年8月25日） - 治承より養和に改元
- 貞享2年（グレゴリオ暦1685年8月13日） - 江戸幕府が将軍通行の時の犬猫の繋留を禁止。初の生類憐れみの令
- 明治4年（グレゴリオ暦1871年8月29日） - 廃藩置県の詔書を発布

## 誕生日
- 治承4年（ユリウス暦1180年8月6日） - 後鳥羽天皇[1]、82代天皇（+ 1239年）
- 元和10年/天啓4年（グレゴリオ暦1624年8月27日） - 鄭成功（国姓爺）、明王朝復興運動の中心人物（+ 1662年）
- 文化7年（グレゴリオ暦1810年8月13日） - 緒方洪庵、蘭学者（+ 1863年）

## 忌日
- 保元元年（ユリウス暦1156年8月1日） - 藤原頼長、公卿、左大臣（* 1120年）
- 建久8年（ユリウス暦1197年8月28日）- 大姫、源頼朝の長女（* 1178年?）
- 天保12年（グレゴリオ暦1841年8月30日） - 林述斎、儒学者（* 1768年）
- 文久3年（グレゴリオ暦1863年8月27日） - 会沢正志斎、水戸藩の儒学者（* 1782年）